# Time 100: The Most Important People of the Century
Time 100: The Most Important People of the Century este o compilație a celor mai influenți 100 de oameni ai secolului al XX-lea, publicată în revista Time în 1999.
Ideea unei astfel de liste a fost discutată la 1 februarie 1998 într-o dezbatere organizată la un simpozion din Hanoi, Vietnam. Membrii juriului care a alcătuit lista au fost următorii: fostul prezentator de știri de la CBS Evening News Dan Rather, istoricul Doris Kearns Goodwin, fostul guvernator al statului New York Mario Cuomo, rectorul Universității Stanford Condoleezza Rice, editorul Irving Kristol și directorul revistei Time Walter Isaacson.
Într-o ediție separată din 31 decembrie 1999, Time l-a recunoscut pe Albert Einstein ca Personalitatea secolului.

## Categoriile listei
Articolul publicat în revista Time conține câte douăzeci de persoane incluse în cinci mari categorii: Lideri și revoluționari; Oameni de știință și gânditori; Creatori și inventatori; Artiști și animatori; și Eroi și legende.

## Personalitatea secolului

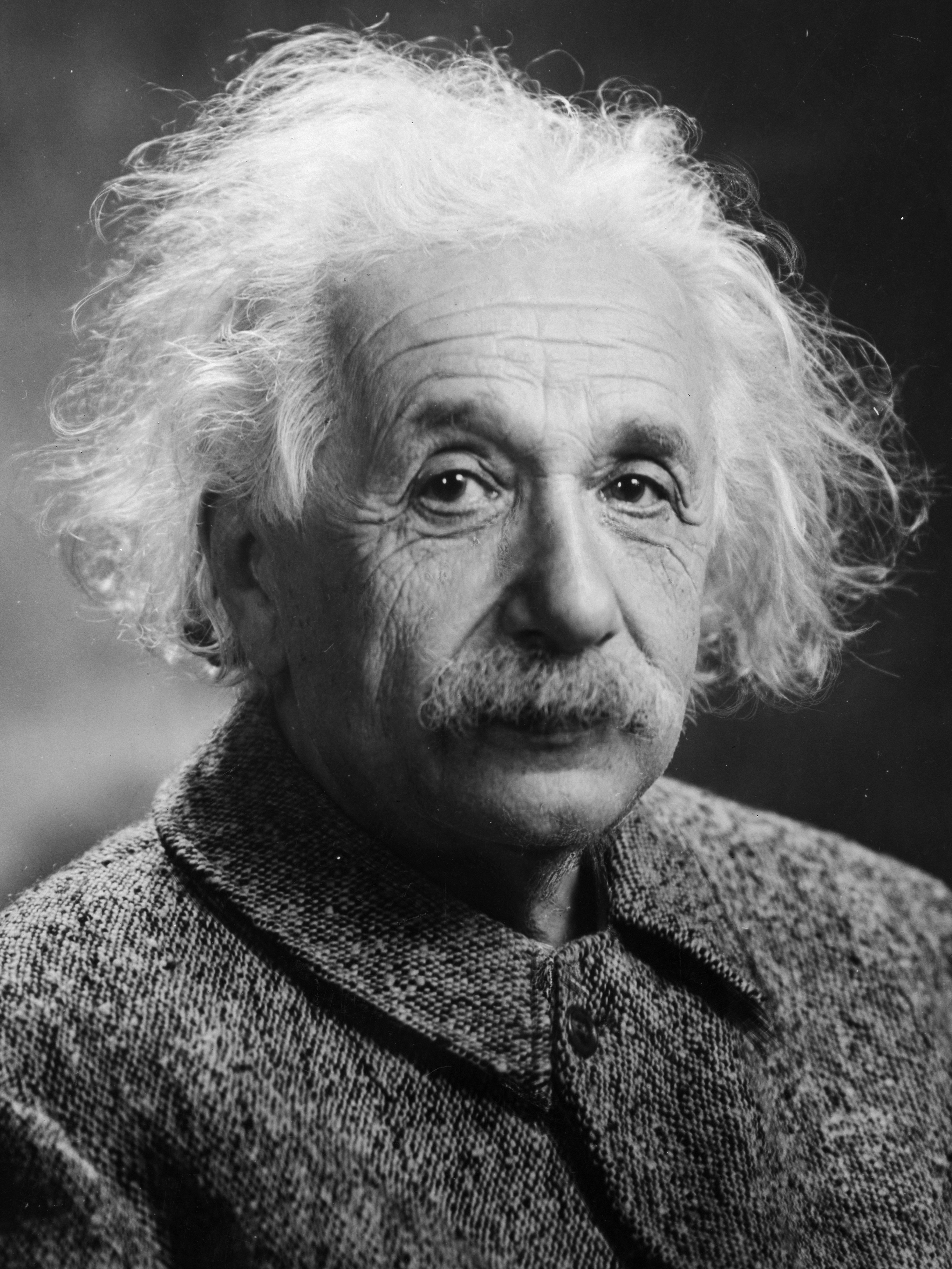
Albert Einstein

Albert Einstein a fost ales Personalitatea secolului dintre cele 100 de persoane nominalizate, pe motiv că el a fost cel mai proeminent om de știință într-un secol dominat de știință. Editorii revistei Time considerau că secolul al XX-lea „va fi amintit în primul rând pentru știință și tehnologie”, iar Einstein „reprezintă un simbol al tuturor oamenilor de știință — precum Fermi, Heisenberg, Bohr, Richard Feynman, ...care au construit pornind de la munca lui”.
Coperta revistei conținea celebra fotografie a lui Einstein realizată în 1947 de către fotograful portretist american Philippe Halsman.

Finaliști:

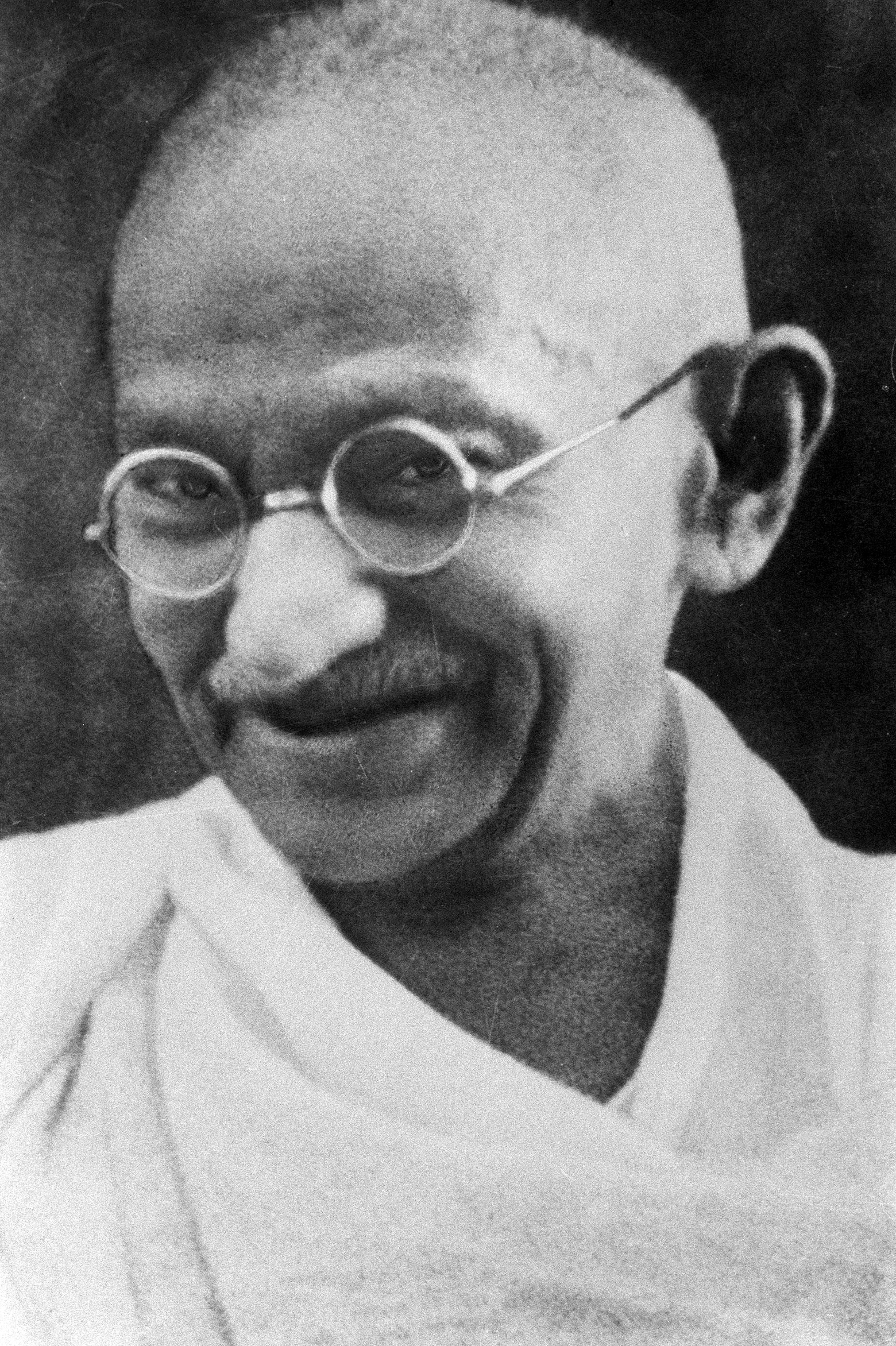
Mahatma Gandhi
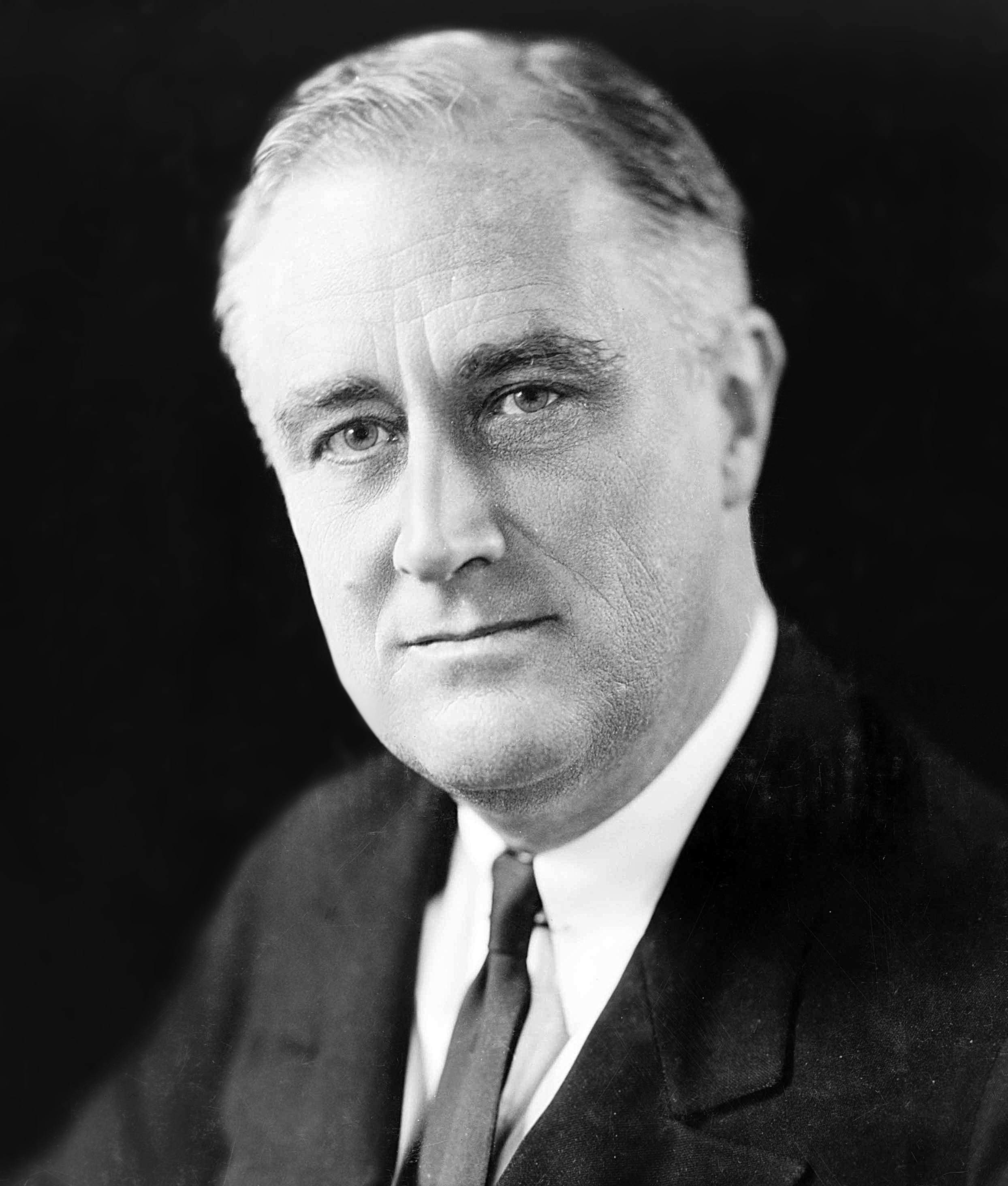
Franklin D. Roosevelt

## Controverse
Au existat dezbateri dacă Adolf Hitler și Benito Mussolini, responsabili pentru cel de-al Doilea Război Mondial, pentru Holocaust și pentru cel de-al Doilea Război Italo-Etiopian, ar trebui să facă parte dintre Personalitățile secolului datorită influenței lor în politica mondială.
Argumentul s-a bazat pe criteriul explicit al revistei Time potrivit căruia persoanele alese ar trebui să aibă cel mai mare impact asupra acestui secol, în bine sau în rău. În aceeași ediție din 31 decembrie 1999 a revistei Time, eseista Nancy Gibbs a abordat subiectul în articolul The Necessary Evil? În acel articol, ea susține că Hitler și Mussolini „au fost pur și simplu cei mai recenți dintr-o lungă linie de ucigași, care se întinde înainte de Ginghis Han. Singura diferență a fost tehnologia: atât Hitler, cât și Mussolini au realizat un măcel cinic cu întreaga eficiență a unei industrii moderne perfecționate” și pune câteva întrebări retorice cum ar fi: „Răul poate fi o forță puternică, o idee seducătoare, dar este mai puternic decât geniul, creativitatea, curajul sau generozitatea?”

## Critici
Lista celor 20 de Artiști și Animatori a fost criticată, în special, pentru că nu l-a inclus pe Elvis Presley, o decizie pe care Bruce Handy a apărat-o astfel:
Unul dintre cele mai importante și inovatoare lucruri despre rock este întreaga concepție a compozitorilor care-și cântă propriile piese, exprimându-se nemijlocit. Din moment ce Elvis nu și-a scris propriul material, spre deosebire de The Beatles sau Bob Dylan sau Robert Johnson, poate că eliminarea lui... Cred ca Beatles a împins lucrurile un pic mai departe. Cele mai originale înregistrări ale lui Elvis au fost primele. Membrii trupei The Beatles au început ca imitatori, apoi au continuat să se dezvolte împreună de-a lungul anilor.
Handy a primit, de asemenea, sarcina de a apăra decizia revistei Time de a include personajul fictiv Bart Simpson din serialul de televiziune Familia Simpson printre cele mai influente 100 de persoane ale secolului al XX-lea și a făcut-o în modul următor:
Nu văd cum poți să te uiți la acest secol și să nu incluzi desenele animate. Ele sunt una din marile noastre creații, alături de jazz și de film. (Știu, știu. Filmele au fost o invenție a secolului al XIX-lea. Dar noi, oamenii secolului al XX-lea, le-am dat într-adevăr o bună utilizare.)... Într-o anumită măsură am vrut și oameni care au reprezentat tendințe sau evoluții importante din secolul al XX-lea. Asta ar explica prezența lui Bart și a lui Oprah... Ceea ce Bart, sau chiar membrii familiei Simpson, au făcut a fost să combine satira socială cu animațiile populare într-un mod care nu a mai fost realizat anterior.
Lista a fost criticată, de asemenea, pentru includerea lui Lucky Luciano, care a fost ales în parte pentru că „a modernizat Mafia, a modelat-o într-un sindicat național al crimei axat pe linia de jos”. Primarul New York-ului , Rudy Giuliani, a acuzat revista Time că i-a „idealizat” pe gangsteri și a declarat: „ideea că el a civilizat Mafia este absurdă. El a ucis pentru a obține poziția pe care a avut-o și apoi a autorizat sute și sute de crime.” Includerea lui Luciano a fost considerată un „ultraj” de Philip Cannistraro, profesor de studii italo-americane la Colegiul Queens, iar Thomas Vitale, vicepreședintele filialei new york-eze a organizației caritabile italo-americane Fieri, a criticat revista Time pentru „perpetuarea miturilor” despre violența italo-americanilor. Cu toate acestea, redactorul secțiunii de afaceri a revistei Time Bill Saporito a apărat selecția prin considerarea lui Luciano drept „un fel de geniu malefic”, care a avut un impact profund asupra economiei subterane. „Noi nu suntem aici pentru a-i glorifica pe acești oameni”, a explicat el. „Suntem aici pentru a spune că aceștia sunt oameni care ne-au influențat viețile”. Saporito a mai menționat că „fiecare bucată de marfă care ieșea din districtul Garment avea un mic cost suplimentar din cauza crimei organizate”.

## Personalități

### Lideri și revoluționari
- David Ben-Gurion
- Ho Și Min
- Winston Churchill
- Mahatma Gandhi
- Mihail Gorbaciov
- Adolf Hitler
- Martin Luther King
- Ruhollah Khomeini
- Lenin
- Nelson Mandela
- Ioan Paul al II-lea
- Ronald Reagan
- Eleanor Roosevelt
- Franklin Delano Roosevelt
- Theodore Roosevelt
- Margaret Thatcher
- Omul din Piața Tiananmen
- Margaret Sanger
- Lech Wałęsa
- Mao Zedong

### Artiști și animatori
- Louis Armstrong
- Lucille Ball
- The Beatles
- Marlon Brando
- Coco Chanel
- Charlie Chaplin
- Le Corbusier
- Bob Dylan
- T. S. Eliot
- Aretha Franklin
- Martha Graham
- Jim Henson
- James Joyce
- Pablo Picasso
- Richard Rodgers
- Bart Simpson
- Frank Sinatra
- Steven Spielberg
- Igor Stravinski
- Oprah Winfrey

### Făuritori și titani
- Stephen David Bechtel
- Leo Burnett
- Willis Carrier
- Walt Disney
- Henry Ford
- Bill Gates
- Amadeo Giannini
- Ray Kroc
- Estée Lauder
- William Levitt
- Lucky Luciano
- Louis Burt Mayer
- Charles Merrill
- Akio Morita
- Walter Reuther
- Pete Rozelle
- David Sarnoff
- Juan Trippe
- Sam Walton
- Thomas J. Watson Jr.

### Oameni de știință și gânditori
- Leo Baekeland
- Tim Berners-Lee
- Rachel Carson
- James D. Watson
- Albert Einstein
- Philo Farnsworth
- Enrico Fermi
- Alexander Fleming
- Sigmund Freud
- Robert Goddard
- Kurt Gödel
- Edwin Hubble
- John Maynard Keynes
- Familia Leakey
- Jean Piaget
- Jonas Salk
- William Shockley
- Alan Turing
- Ludwig Wittgenstein
- Frații Wright

### Eroi și legende
- Muhammad Ali
- United States Marine Corps
- Diana de Wales
- Anne Frank
- Billy Graham
- Che Guevara
- Edmund Percival Hillary
- Helen Keller
- Familia Kennedy
- Bruce Lee
- Charles Lindbergh
- Harvey Milk
- Marilyn Monroe
- Tereza de Calcutta
- Emmeline Pankhurst
- Rosa Parks
- Edson Arantes do Nascimento
- Andrei Saharov
- Jackie Robinson
- Bill Wilson